# Danilo II
Danilo II (en serbe cyrillique : Данило II) ou Danilo de Peć (en serbe cyrillique : Данило Пећки) ; vers 1270 dans le royaume de Serbie et mort le 19 décembre 1337 dans le royaume de Serbie) a été le dixième archevêque de l'Église orthodoxe serbe et a régné en 1324 et décembre 1337,. Il a écrit des hagio-biographies, dont Les Vies des rois et archevêques serbes (en serbe : Žitija kraljeva i arhiepiskopa srpskih) et est considéré comme l'un des écrivains les plus talentueux du Moyen Age serbe avec son prédécesseur Teodosije de Hilandar,. Canonisé par l'Église orthodoxe serbe sous le nom de saint Danilo II, il est fêté le 2 janvier (20 décembre dans le calendrier julien). Comme Teodosije, il figure sur la liste des 100 Serbes les plus éminents choisis par un comité d'académiciens de l'Académie serbe des sciences et des arts.

## Biographie

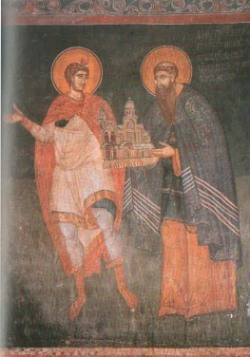
Danilo et saint Gabriel, fresque de 1330.

Le nom séculier de Danilo reste inconnu mais on sait qu'il était né dans une famille issue de la haute noblesse,. Vers 1304-1305, alors qu'il était écuyer à la cour du roi Milutin, il a profité d'un voyage du roi au monastère de Sopoćani pour abandonner le domicile familial et il s'est réfugié au monastère Saint-Nicolas de Končul, où l'higoumène Nikola (Nicolas) a fait de lui un moine sous le nom de Danilo,,. En tant que hiéromoine, il a passé un an et demi auprès de l'archevêque de Serbie Eustathe II, avant d'être élu par le Conseil de l'Église higoumène du monastère de Hilandar (Chilandar) sur le mont Athos en 1305. Il est resté prieur de ce monastère jusqu'en 1311. À Hilandar, il a dû affronter les mercenaires de la Grande compagnie catalane, qui ont pillé le mont Athos entre 1307 et 1309 et attaqué le monastère,, ; Danilo l'a défendu énergiquement et, dans ces circonstances, s'est comporté davantage « en guerrier, en diplomate et en dirigeant qu'en moine ».
En 1311, Danilo a été élu évêque de Banjska,,,. À cette époque, le roi Milutin a décidé de faire bâtir le monastère de Banjska, près de Zvečan, pour en faire le quatrième monastère impérial de son royaume et faire de son église, dédiée à saint Étienne, son mausolée royal. Il a confié à l'évêque Danilo le soin d'en conduire la construction,. L'église Saint-Étienne a été édifiée de 1312 à 1316 dans le style de l'école rascienne du XIIIe siècle. Après la mort du roi Milutin à Nerodimlje en 1321, Danilo II a fait transféré son corps à Banjska mais, après la bataille de Kosovo Polje en 1389, les moines l'ont déplacé à Trepča. Aujourd'hui, le monastère est inscrit sur la liste des monuments culturels d'importance exceptionnelle de la république de Serbie (identifiant no SK1371). Danilo a assisté aux derniers instants de la reine Hélène d'Anjou (en serbe : Jelena Anžujska), la mère de Dragutin et de Milutin, le 8 février 1314 et a décrit de manière émouvante son convoi funèbre de Brnjak au monastère de Gradac,.

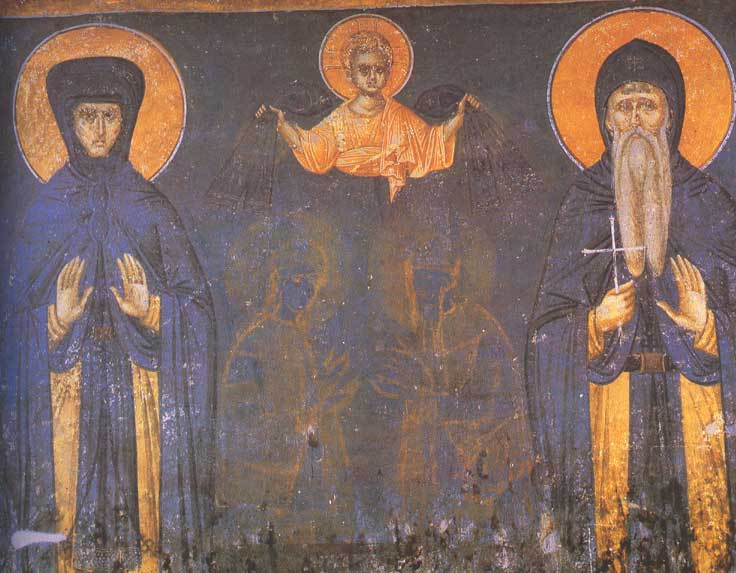
Hélène d'Anjou et fils Milutin, fresque du monastère de Gračanica.

À la mort de l'archevêque de Serbie Sava III le 26 juillet 1316, le roi Milutin souhaitait que Danilo le remplace sur le trône ; le Conseil électoral, auquel participait l'évêque, s'est réuni trois fois et, en 1317, a fini par élire l'higoumène de Hilandar Nicodème (Nicodème 1er), un ancien disciple de Danilo. On suppose que Danilo a contribué à apaiser les passions au sein du conseil pour permettre l'élection de Nicodème. Lui-même, en 1317, a été élu évêque de Hum,, une éparchie (diocèse) dont le siège était à Bijelo Polje, à la cathédrale Saint-Pierre-et-Saint-Paul ; grâce à lui, le narthex et la nef de cette église ont été peints dans la période de 1318 à 1320. Il était présent au moment de la mort du roi Milutin le 29 octobre 1321 et il a assisté à ses funérailles au monastère de Banjska ; fidèle aux volontés de son roi, il a veillé à ce qu'il soit enterré dans l'église Saint-Étienne de ce monastère.

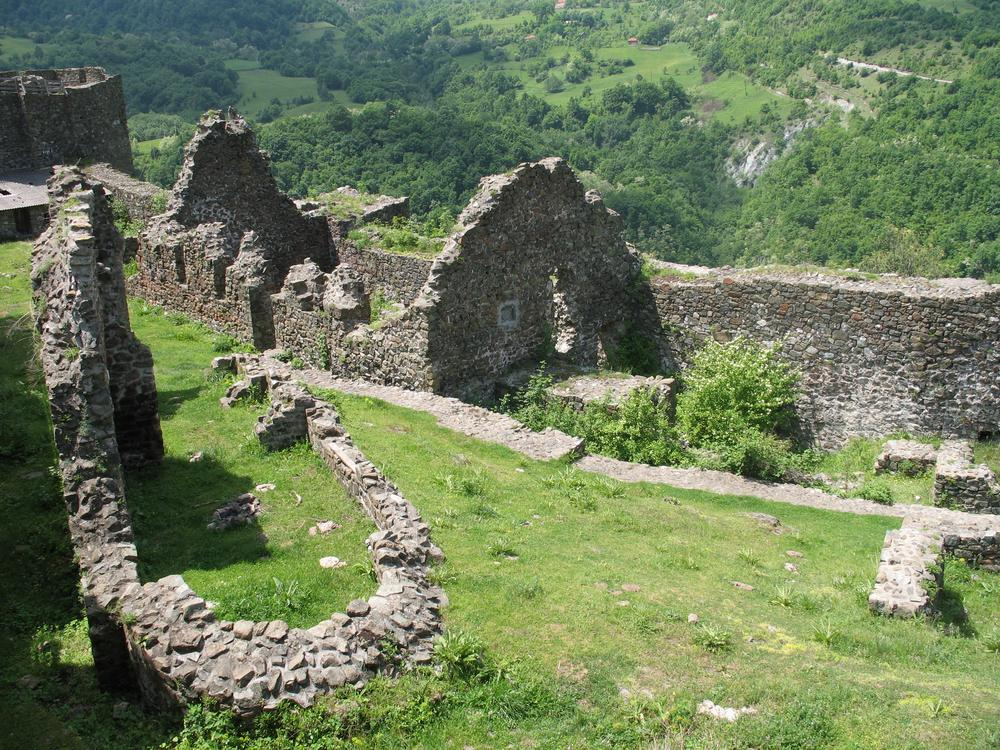
Vue des ruines de la forteresse de Maglič, l'église Saint-Georges et le palais.

Au milieu de l'année 1322, Danilo s'est retiré de l'éparchie de Hum pour se rendre au monastère de Hilandar, confiant le soin de s'occuper du diocèse au célèbre évêque Stefan Pekpal ; à chaque fois qu'il se retirait à Hilandar, il continuait à écrire ses biographies de rois et d'évêques. Après la mort de l'archevêque Nicodème, le 14 septembre 1324, Danilo a été élu onzième archevêque de Serbie,. En tant qu'archevêque, il s'est consacré à la construction de nouvelles églises et à la rénovation d'anciennes ; il avait déjà déployé ses talents de bâtisseur au  au monastère de Banjska mais, « comme s’il voulait rivaliser avec le plus grand bâtisseur et commanditaire artistique de tout le Moyen Age serbe, le roi Stefan Uroš Milutin », il les a montrés à nouveau avec des bâtiments monastiques (konaks) au monastère de Dečani et au monastère patriarcal de Peć. Dans les constructions monastiques dont il s’occupait, il s'est particulièrement attaché au programme iconographique des fresques, avec de monumentales « saintes lignées » peintes à Peć (vers 1330), à Gračanica (1321), à Mateytché et probablement à Banjska, qui toutes prolongeaient le programme idéologique qu'il exprimait ailleurs dans ses biographies. Le règne de Danilo est associé à la forteresse de Maglič près de Kraljevo dont il a fait sa résidence privilégiée ; l'archevêque en a fait restaurer les murailles, il y a doté l'église Saint-Georges et s'y est fait construire un palais,,. La forteresse, aujourd'hui en ruines est inscrite sur la liste des monuments culturels d'importance exceptionnelle de la république de Serbie.

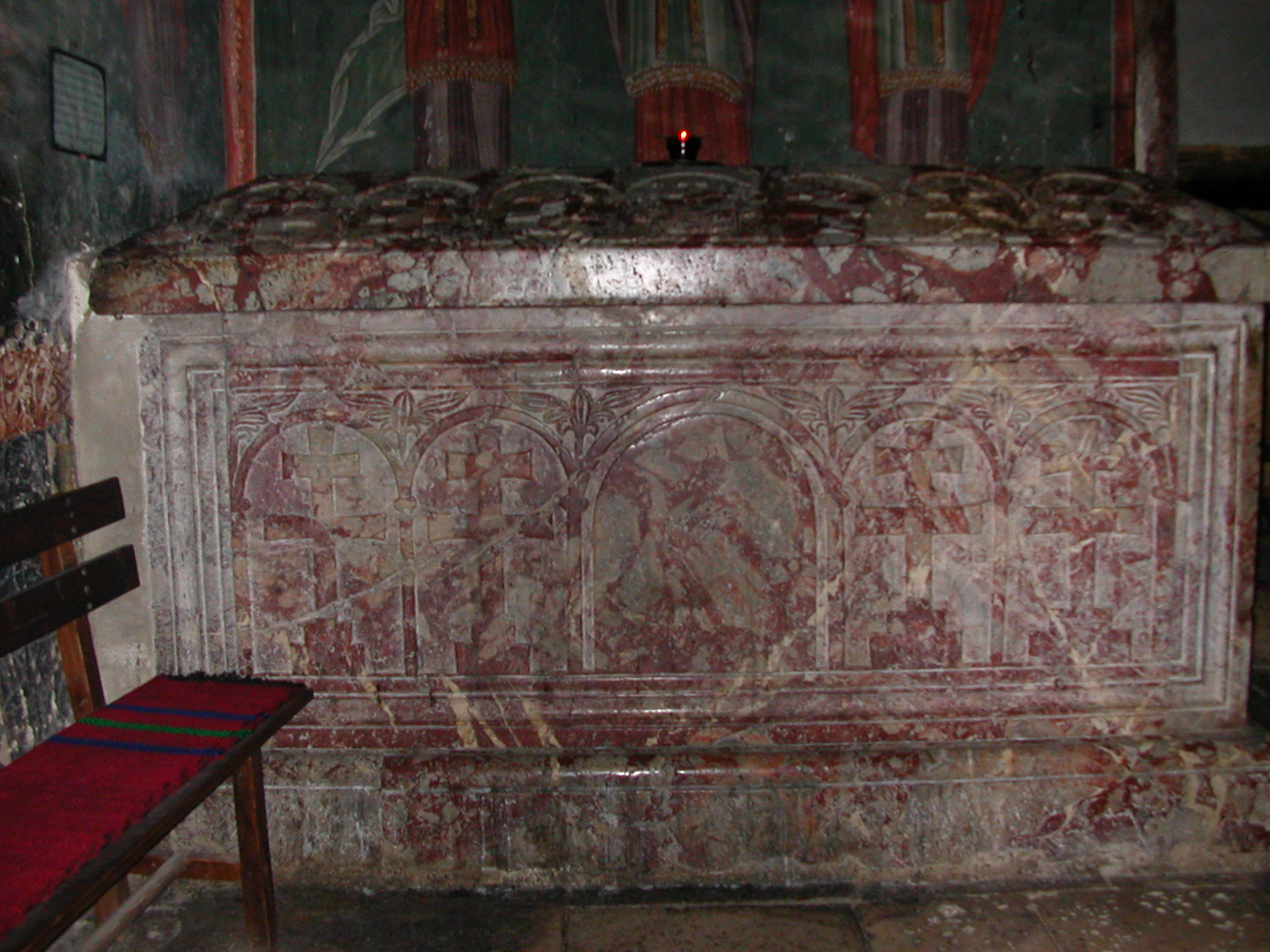
La tombe de Danilo II dans le monastère patriarcal de Peć.

L'archevêque Danilo est mort le 19 décembre 2020 et son tombeau est situé au monastère patriarcal de Peć. Canonisé par l'Église orthodoxe serbe sous le nom de saint Danilo II, il est fêté le 2 janvier (20 décembre dans le calendrier julien). Il figure sur la liste des 100 Serbes les plus éminents choisis par un comité d'académiciens de l'Académie serbe des sciences et des arts.
En décembre 1987, à l'occasion du 650e anniversaire de sa mort, une rencontre scientifique internationale a été organisée par l'Académie serbe des sciences et des arts ; cette rencontre a donné lieu à la publication des interventions des participants.

## Œuvre littéraire
L’œuvre littéraire majeure de Danilo II est son imposant recueil intitulé Les Vies des rois et archevêques serbes (en serbe : Žitija kraljeva i arhiepiskopa srpskih), rédigé pour l'essentiel en 1324 et 1337 et complété par ses continuateurs (deuxième partie du XVe siècle–début du XVIe siècle). Ces biographies d’historiographie dynastique offrent de précieuses informations sur les activités politiques, ecclésiastiques et culturelles en Serbie à cette époque et lui donnent sa place dans l’historiographie serbe moderne.

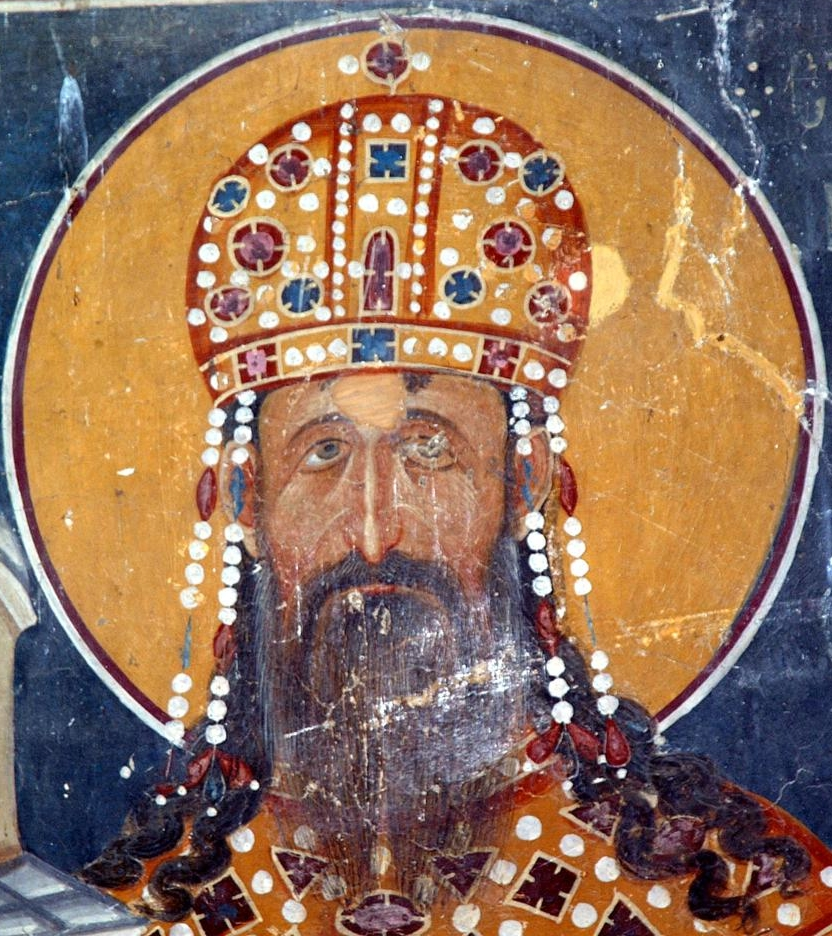
Le roi Milutin, qui a protégé Danilo, fresque de l'église du Roi dans le monastère de Studenica.

Il a notamment écrit six biographies : La Vie de la reine Jelena (1317), La Vie du roi Dragutin (1320/1330), La Vie du roi Milutin (1324), La Vie de l'archevêque Arsène, La Vie de l'archevêque Joannice et La Vie de l'archevêque Eustathe (tous trois entre 1324 et 1327), ainsi que deux « offices » (en serbe : služba) : L'Office pour l'archevêque Arsène et L'Office pour l'archevêque Eustathe (tous deux avant 1324). Les biographies constituent le noyau du recueil des Vies des rois et archevêques serbes, populairement connue sous le nom de Carostavnik, publiée à partir de trois manuscrits par Đuro Daničić à Belgrade et Zagreb en 1866.
Sur le plan littéraire, les biographies de Danilo marquent un tournant par rapport au genre biographique pratiqué en Serbie avant et qui reposait sur le schéma hagiographique byzantin (Saint Sava, Stefan Prvovenčani, Domentijan, Teodosije) : Danilo a écrit sur des personnes qu'il connaissait directement et ses « vies », issues de sa mémoire, permettent de décrire avec vivacité les grands personnages, dirigeants, guerriers, hommes d'Église qui lui sont contemporains. Mais en plus de cela, le texte, par sa composition complexe, se présente comme une sorte de mosaïque qui mêle à la biographie d'autres genres comme les prières, les lamentations, les éloges, les dialogues de l'écrivain avec son âme, les enseignements ou encore les confessions etc. Le passage de l'hagiographie à l'hymne est particulièrement visible dans La Vie de la reine Jelena, souvent considérée comme la meilleure réalisation de Danilo, où sont mises en avant « les préoccupations du monachisme savant du mont Athos, qui à cette époque est devenu la base de la théologie hésychastique palamite »,. La richesse de la spiritualité de Jelena dans cette « Vie », l'approfondissement de la vie intérieure de ses héros en général et l'aspiration à développer des images et des scènes littéraires rapprochent l'œuvre de Danilo d'un psychologisme tempéré par la poétique et l'idéologie de l'hésychasme et une expression littéraire spiritualisée forte qui diffère du type de récit de Teodosije et qui allait ouvroir une nouvelle manière d'écrire à ses successeurs. Ces biographies sont également conçues « dans une perspective de sainteté » ; « dans l’optique de l’archevêque Danilo II (...) la sainteté est non seulement la vertu suprême, la confirmation du charisme royal, mais aussi une des conditions de la légitimité dynastique ». Ces Vies sont considérées comme une « œuvre majeure du XIVe siècle littéraire serbe ».
Danilo a écrit les « offices » pour les besoins de l'église, en particulier pour l'établissement du culte de saint Arsène, héritier de saint Sava sur le trône de l'archevêché de Serbie. Sans posséder les élans poétiques de Domentijan ou la virtuosité littéraire de Teodosije, la poésie de Danilo abonde néanmoins en métaphores et en épithètes, recherche une expression poétique visant le « sublime » et la glorification des valeurs spirituelles des personnages et, comme dans les biographies, il démontre son « habileté à dire beaucoup en quelques mots », ce qui en fait l'écrivain serbe le plus important du XIVe siècle.